# Vipera olguni
Espèce
Synonymes
- Pelias olguni Tuniyev, Avci, Tuniyev, Agasian & Agasian, 2012

Vipera olguni est une espèce de serpents de la famille des Viperidae. 

## Répartition
Cette espèce est endémique de la province de Ardahan en Turquie.

## Étymologie
Cette espèce est nommée en l'honneur de Kurtuluş Olgun. 

## Publication originale
- Tuniyev, Avci, Tuniyev, Agasian & Agasian, 2012 : Description of a New Species of Shield-Head Vipers - Pelias olguni sp. nov. from Basin of Upper Flow of the Kura River in Turkey. Russian Journal of Herpetology, vol. 19, no 4, p. 314-332 (texte intégral).